# اون جی وون
اون جی وون (کره‌ای: 은지원؛ زادهٔ ۸ ژوئن ۱۹۷۸) رپر، خواننده، مجری، رقصنده، آهنگساز اهل کره جنوبی و لیدر گروه آیدل نسل اول Sechs Kies است. بعد از اینکه گروه در سال ۲۰۰۰ منحل شد، اون جی وون فعالیت سولوی خود را در سال ۲۰۰۱ با انتشار اولین تک‌آهنگ خود به نام «A-Ha» دنبال کرد و از آن زمان به بعد بیشتر روی هیپ هاپ متمرکز شده‌است. علاوه بر حرفهٔ موسیقی، او در برنامه‌های تلویزیونی از جمله ۲ روز و ۱ شب و سفر جدید به غرب حضور پیدا کرده‌است.
در ۱۴ آوریل ۲۰۱۶، Sechs Kies یک کنسرت تجدید دیدار برای طرفداران، پس از ۱۶ سال از منحل شدن گروه در برنامهٔ تلویزیونی اینفینیت چلنج برگزار کردند. آن‌ها از آن زمان برگشتند و با کمپانی وای‌جی انترتینمنت قرارداد امضا کردند.